# Microsoft Forefront Threat Management Gateway
Microsoft Forefront Threat Management Gateway(구 Forefront TMG)는 마이크로소프트의 단종된 네트워크 라우터, 방화벽, 바이러스 검사 소프트웨어, VPN 서버 및 웹 캐시이다. 윈도우 서버에서 실행되었으며 이를 통과하는 모든 네트워크 트래픽을 검사하여 작동한다.

## 특징
Microsoft Forefront TMG는 다음과 같은 기능들을 제공한다.
- 라우팅 및 원격 액세스 기능: Microsoft Forefront TMG는 라우터, 인터넷 게이트웨이, VPN(가상 사설망) 서버, NAT(네트워크 주소 변환) 서버 및 프록시 서버 역할을 할 수 있다.
- 보안 기능: Microsoft Forefront TMG는 네트워크 트래픽(웹 콘텐츠, 보안 웹 콘텐츠 및 전자 메일 포함)을 검사하고 맬웨어, 보안 취약점을 악용하려는 시도 및 미리 정의된 보안 정책과 일치하지 않는 콘텐츠를 필터링할 수 있는 방화벽이다. 기술적인 측면에서 Microsoft Forefront TMG는 응용 프로그램 계층 보호, 상태 저장 필터링, 콘텐츠 필터링 및 맬웨어 방지 보호 기능을 제공한다.
- 네트워크 성능 기능: Microsoft Forefront TMG는 네트워크 성능도 향상할 수 있다. 웹 트래픽을 압축하여 통신 속도를 향상시킬 수 있다. 또한 웹 캐싱도 제공한다. 자주 액세스하는 웹 콘텐츠를 캐시하여 사용자가 로컬 네트워크 캐시에서 해당 콘텐츠에 더 빠르게 액세스할 수 있다. Microsoft Forefront TMG 2010은 마이크로소프트 업데이트 웹 사이트에 게시된 소프트웨어 업데이트와 같이 백그라운드 인텔리전트 전송 서비스를 통해 수신된 데이터를 캐시할 수도 있다.